# Martin Luther College

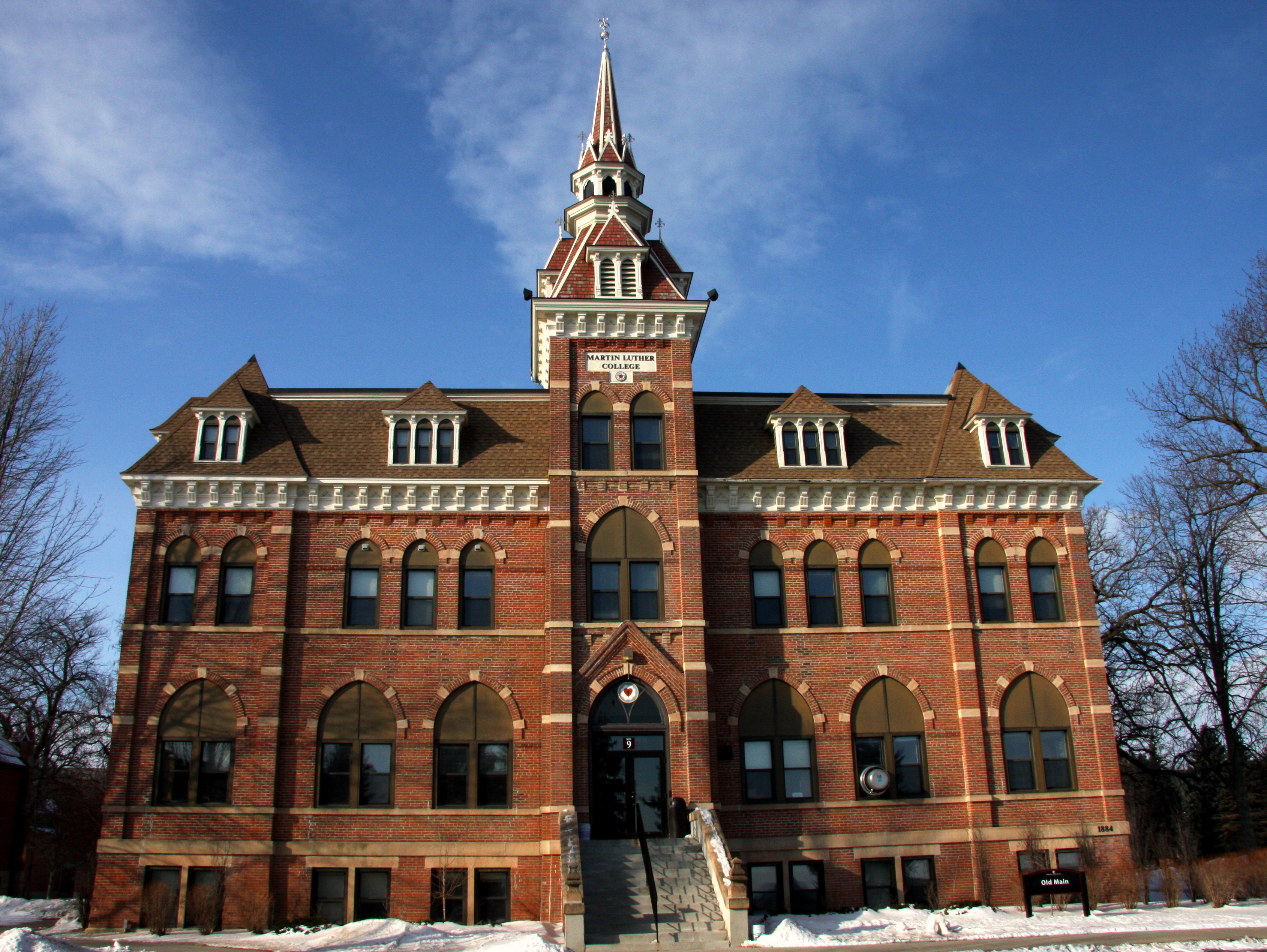
Martin Luther College

Martin Luther College är en kristen (luthersk) högskola i New Ulm, Minnesota, USA. Den startades 1995 och drivs av Wisconsin Evangelical Lutheran Synod, och de akademiska utbildningsprogrammen är inriktade på att utbilda blivande pastorer och lärare inom synodens skolor. Högskolan har drygt 80 lärare och ca 800 studenter.